# Kikkuli

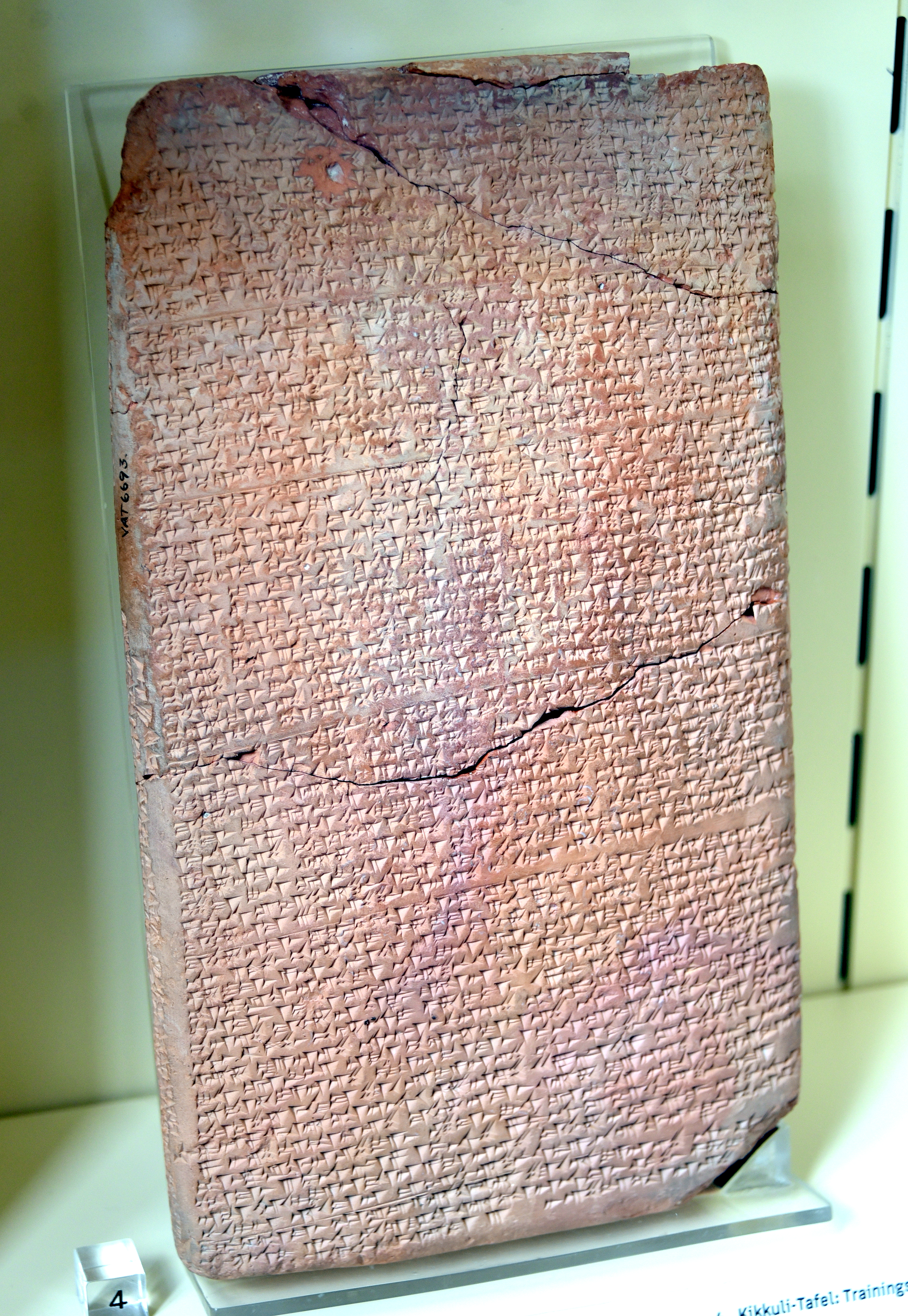
Texto de Kikkuli. Tablilla de arcilla, un programa de entrenamiento para caballos de carro de guerra. Comprada en 1909, procedencia desconocida.. Vorderasiatisches Museum, Berlín, IVA 6693

Kikkuli fue el "maestro entrenador de caballos" (assussanni) hurrita, de la tierra de Mitani "(LU A-AS-SU-US-SA-AN-NI SA KUR URU MI-IT-TA-AN-NI) y autor de un texto de entrenamiento de caballos de carro de guerra escrito principalmente en lengua hitita (así como en una lengua indoaria antigua, similar al sánscrito, tal como se ve en números y palabras de préstamo), que data del Reino Nuevo hitita (hacia el 1400 a. C.). El texto destaca tanto por la información que proporciona sobre el desarrollo de las lenguas indoeuropeas (tanto el hitita y el superestrato indoario de Mitanni) como por su contenido. El texto se inscribió en tablillas cuneiformes descubiertas durante las excavaciones de Boğazkale y Hattusa en 1906 y en 1907.

## Contenido e influencia
"Así habla Kikkuli, maestro entrenador de caballos de la tierra de Mitanni" (UM. MA Ki-ik-ku-le LU A-AS-su-uso-SA-AN-NI SA KUR URU MI-IT-TA-AN-NI).
Así comienza el texto de Kikkuli. El texto contiene una receta completa para poner en condición y forma los caballos de guerra hititas durante 214 días (ejercicio y alimentación).
El texto de Kikkuli trata únicamente del condicionamiento, no de la educación, del caballo. Los mitanis fueron reconocidos líderes en el entrenamiento de caballos y, como resultado de las técnicas de entrenamiento de caballos aprendidas de Kikkuli, los aurigas hititas forjaron un imperio en la zona que ahora es Turquía, Siria, Líbano y el norte de Irak. Sorprendentemente, el régimen utilizaba técnicas de "entrenamiento a intervalos" similares a las que se utilizan actualmente con éxito: venideros, corredores de resistencia y otros, principios que sólo han sido estudiados por investigadores de medicina deportiva equina desde los años 1990. El programa Kikkuli implicaba técnicas de "medicina deportiva" comparables a ideas modernas como el principio de progresión, sistemas de carga máxima, teoría de reemplazo de electrolitos, entrenamiento fartlek, intervalos y repeticiones. Se dirigía a caballos con una elevada proporción de fibras musculares de contracción lenta.
Como en los entrenamientos convencionales modernos (a diferencia de los "intervalos"), los caballos de Kikkuli eran estabulados, cubiertos con mantas, lavados con agua tibia y alimentados con avena, cebada y heno al menos tres veces al día. A diferencia del entrenamiento convencional equino, los caballos estaban sometidos a periodos de calentamiento. Además, todos los ejemplos de inclinación incluían pausas intermedias para relajar parcialmente al caballo y, a medida que avanzaba el entrenamiento, las sesiones incluyen intervalos al galope. Esto es el mismo nivel que el entrenamiento Intervalo utilizado en la época moderna. Sin embargo, Kikkuli hizo mucho uso de largos periodos conduciendo los caballos a marchas al trote y al galope en lugar de engancharlos al carro.
Entre 1991 y 1992, el Dr. A. Nylander, que entonces trabajaba en la Universidad de Nueva Inglaterra, Australia, llevó a cabo la replicación experimental de todo el texto de Kikkuli durante el período de 7 meses prescrito al texto con caballos árabes. Los resultados se publicaron en "The Kikkuli Method of Horse Fitness Training", en el que Nylander afirma que los métodos de Kikkuli son, en cierto modo, superiores a sus homólogos modernos.

## Textos supervivientes
1. CTH 284, mejor conservada, copia hitita tardía (siglo XIII a. C.)
2. CTH 285, copia hitita media contemporánea con una introducción ritual
3. CTH 286, copia hitita media contemporánea

CTH 284 consta de cuatro tabletas bien conservadas o un total de 1080 líneas. El texto destaca por sus préstamos Mitanni (indoarios) ), por ejemplo, los compuestos numerales aiga-, tera-, panza-, satta-, Nawa-wartanna ( "uno, tres, cinco, siete, nueve intervalos", virtualmente védica eka-, tri-, pañca- sapta-, nava-Vartan. Aparentemente, Kikkuli se enfrentó a algunas dificultades para transmitir conceptos mitannis específicos en la lengua hitita, ya que a menudo da un término como "intervalos" en su propio idioma (similar al sánscrito védico), y luego afirma: "esto significa .. . "y lo explica en hitita.